# Dimorphostylis hirsuta
Dimorphostylis hirsuta är en kräftdjursart som beskrevs av Gamo 1960. Dimorphostylis hirsuta ingår i släktet Dimorphostylis och familjen Diastylidae. Inga underarter finns listade i Catalogue of Life.